# Quiller - Vårt ess i Berlin
Quiller - Vårt ess i Berlin (engelska: The Quiller Memorandum) är en brittisk-amerikansk spionfilm från 1966 i regi av Michael Anderson. 
Filmen är baserad på Elleston Trevors roman The Berlin Memorandum.

## Handling
Den brittisk agenten Quiller skickas till Berlin sedan två kollegor mördats i jakten på nynazister.

## Rollista i urval
- George Segal - Quiller
- Alec Guinness - Pol
- Max von Sydow - Oktober
- Senta Berger - Inge Lindt
- George Sanders - Gibbs
- Robert Helpmann - Weng
- Robert Flemyng - Rushington
- Peter Carsten - Hengel
- Günter Meisner - Hassler